# Разбойничья злая луна
«Разбойничья злая луна» — фантастический роман Евгения Лукина. По состоянию на ноябрь 2024 года вышло 9 изданий на русском языке общим тиражом 41 000 экземпляров, а также перевод на немецкий язык.
Завершающая (по хронологии действия) книга серии «Слепые поводыри», предыдущие книги — «Слепые поводыри» и «Миссионеры». Роман был написан в 1996, впервые опубликован в 1997 году. Первая книга, написанная Евгением Лукиным после смерти своего соавтора и супруги Любови Лукиной.

## Сюжет
Сюжет романа развивает сюжет повести «Миссионеры». Через двести лет после вторжения в Европу полинезийцев, чья цивилизация была искусственно развита пришельцами из наших дней, потомки европейцев оказались оттеснены в пустынные районы Сахары. Изоляция в пустыне отрицательно сказалась на них. Они потеряли многое из своих культурных достижений, вернулись к язычеству, а о море имеют лишь смутные предания, невероятные и фантастичные. Из-за отсутствия крупных копытных по пустыне они передвигаются на деревянных колёсных судах, двигающихся при помощи парусов, а в случае отсутствия ветра — при помощи мускульной силы каторжников или наёмных работников.
Повествование вращается вокруг молодого человека по имени Ар-Шарлахи. Будучи ошибочно (из-за созвучия имени) принятым за знаменитого разбойника Шарлаха, он доставляется ко двору местного правителя с тем, чтобы указать каравану дорогу к морю. Караван имеет целью привезти правителю бочку с морской водой — по распространённым легендам, искупавшийся в морской воде якобы станет бессмертным. На пути к морю Ар-Шарлахи встречает представителей полинезийской цивилизации, занимающихся нефтедобычей в данном регионе. Цивилизация полинезийцев достигла индустриальной стадии, но не смогла сохранить единство — как следствие, в Европе идёт война, но данный регион считается «захолустным» и боевых действий в нём не ведётся. Однако всё меняется, когда противоборствующая сторона полинезийцев получает информацию о наличии в регионе нефти и начинает войну за ресурсы. Дни существования оазисов с потомками европейцев сочтены.

## Создание романа
Роман был создан как сиквел повести «Миссионеры», написанной супругами Лукиными в 1989 году. Позже, в 2000 году, Лукиным была создана повесть «Слепые поводыри», являющейся приквелом к обоим произведениям. По названию последней повести называют и весь данный цикл.
Во время написания романа Евгений Лукин был прикован к постели из-за последствий перелома ноги. Поэтому для создания личных имён и топонимов в романе Лукин использовал анаграммы имён авторов книг из своей домашней библиотеки. Так, Айча — это Николай Чадович, Рийбра — Юрий Брайдер, а озеро Хаилве получило своё название от Михаила Веллера.
Критики отмечают высокий уровень философской заданности, органичность и глубину раскрытия проблематики и человеческих характеров в повестях цикла.